# 氷属性男子とクールな同僚女子
『氷属性男子とクールな同僚女子』（こおりぞくせいだんしとクールなどうりょうじょし）は、殿ヶ谷美由記による日本の漫画作品。『ガンガンpixiv』（スクウェア・エニックス）にて、2019年7月13日から連載中。雪女の末裔とその同僚のクールな女子によるラブコメディを描く。2022年6月時点で単行本のシリーズ累計部数は50万部を突破している。

## 沿革
2018年8月、作者の殿ヶ谷がTwitterにて本作を発表し、読者から人気を得る。2019年2月に本作が『ガンガンpixiv』にて連載されることと、書籍化されることが発表される。同年7月13日より、同サイトにて連載を開始。同年7月22日に単行本が発売。
同年8月、「次にくるマンガ大賞 2019」Webマンガ部門にて12位を獲得。
2022年6月、テレビアニメ化が発表され、2023年1月から3月まで放送された。

## 登場人物
声の項はテレビアニメ版における声優。

### 主要人物
冬月 美桜（ふゆつき みお）
声 - 石川由依
本作の主人公の一人。感情が表に出にくいため、クールな印象を持つが、思いやりのある女子。鈍感な性格。隣のデスクで働く氷室の同僚。
氷室 雪矢（ひむろ ゆきや）
声 - 小林千晃、久保ユリカ（少年）
本作の主人公の一人。雪女の末裔で、冬月に好意を抱いている。銀髪の青年。周囲が吹雪いてしまう体質。表情が乏しいが、氷や雪などで感情を表現する。

### 氷室・冬月の同僚達
狐森さん（こもり）
声 - 内山夕実
氷室と冬月の同僚。明るい性格で、妖狐の末裔。
冴島くん（さえじま）
声 - 内山昂輝
氷室と冬月の同僚。狐森のことが気になる。
音無さん（おとなし）
声 - 佐倉綾音
営業部の先輩。
火鳥くん（かとり）
声 - 仲村宗悟
氷室と冬月の同僚。不死鳥の末裔。音無に憧れている。氷室とは幼なじみ。
ブッダ部長
声 - 松山鷹志
名前そのままの顔をした、氷室と冬月の上司。仏のようなやさしさがある。

### その他
ゆきみ
声 - 新田ひより
氷室の妹。兄と同じ体質で瞳の色も同じ。非常に明るい性格で、クールに振る舞う兄とは口喧嘩をする事が多いが、何だかんだで仲は良い。「ゆきみん」と名乗ってダンスや大食い等、様々な動画を配信している。冬月を気に入っている。
流星（りゅうせい）
ゆきみの曲を手がけることになったクリエイター。
にゃめろう
声 - 八神結香
冬月が飼っている猫。

## 作風
テレビアニメでシリーズ構成を担当する金春智子によると、本作は氷室や冬月など「ちょっと普通じゃないチャーミングな人たちの日常」が「優しくて心地よく」描かれている。同じくキャラクターデザインを務める狩野都は、「心がほっこりするやさしい世界観と、見ていると少しこそばゆい2人の交流のバランスがとても心地良い作品」であると話している。

## 書誌情報
- 殿ヶ谷美由記『氷属性男子とクールな同僚女子』スクウェア・エニックス〈ガンガンコミックスpixiv〉、既刊11巻（2025年6月20日現在）
  1. 2019年7月22日発売[5][17]、ISBN 978-4-7575-6166-3
  2. 2020年3月21日発売[1][18]、ISBN 978-4-7575-6542-5
  3. 2020年10月22日発売[19]、ISBN 978-4-7575-6867-9
  4. 2021年4月22日発売[20]、ISBN 978-4-7575-7206-5
  5. 2021年11月22日発売[21]、ISBN 978-4-7575-7581-3
  6. 2022年6月22日発売[22]、ISBN 978-4-7575-7979-8
  7. 2022年12月21日発売[23]、ISBN 978-4-7575-8317-7
  8. 2023年6月22日発売[24]、ISBN 978-4-7575-8619-2
  9. 2024年1月22日発売[25]、ISBN 978-4-7575-9018-2
  10. 2024年8月21日発売[26]、ISBN 978-4-7575-9372-5
  11. 2025年6月20日発売[27]、ISBN 978-4-7575-9909-3

## テレビアニメ
2023年1月から3月まで朝日放送テレビ、TOKYO MXほかにて放送された。

### スタッフ
- 原作 - 殿ヶ谷美由記[28]
- 監督・音響監督 - まんきゅう[28]
- シリーズ構成 - 金春智子[28]
- キャラクターデザイン・総作画監督 - 狩野都[28]
- 総作画監督 - 牛島勇二[28]
- プロップデザイン・衣装設定 - jimao[28]
- 衣装設定 - 高橋成美
- 美術設定 - 井戸千尋、大平司
- 美術監督 - 岩瀬栄治[28]
- 色彩設計 - 漆戸幸子[28]
- 撮影監督 - 斉藤明美[28]
- 編集 - 徳田俊[28]
- 音楽 - 川田瑠夏[28]
- 音楽制作 - ランティス[28]
- 音楽プロデューサー - 小野可織
- プロデューサー - 蔡愛蓮、外川明宏、曹聡、藤村智子、宮城夢乃、松井優子、川野勝広、早野義人、高井秀幸
- アニメーションプロデューサー - 宮城夢乃、持丸健
- アニメーション制作 - ゼロジー×リーベル[28]
- 製作 - 氷属性製作委員会[28]

### 主題歌
「FROZEN MIDNIGHT」
佐久間貴生によるオープニングテーマ。作詞・作曲・編曲はR・O・N。
「リナリア」
Nowluによるエンディングテーマ。作詞は秋浦智裕、作曲・編曲はKIYOSHI IKEGAMI。

### 各話リスト
| 話数   | サブタイトル                     | 脚本           | 絵コンテ       | 演出                    | 作画監督                                                                                      | 初放送日      |
| ------ | -------------------------------- | -------------- | -------------- | ----------------------- | --------------------------------------------------------------------------------------------- | ------------- |
| 第1話  | 桜の出会いと吹雪の予感           | 金春智子       | まんきゅう     | 殿水敦子                | 牛島勇二 南原孝衣子 立川ひなた                                                                | 2023年 1月4日 |
| 第2話  | 沖縄の海ととろける気持ち         | 金春智子       | 沖田宮奈       | 宇都宮正記              | 越智博之 趙小川 王敏 盛嘉宝 呉建兵                                                            | 1月11日       |
| 第3話  | 初めてごはんとナイショの写真     | まんきゅう     | 千田宏         | 山内東生雄              | 粟井重紀 韓承熙 酒井kei 櫻井拓郎 梁柄吉 嘉村弘之                                              | 1月18日       |
| 第4話  | 休日デートとふたりのゲーム       | 横谷昌宏       | 木田歳三       | 水野健太郎              | 南原孝衣子 立川ひなた 趙小川 王敏                                                             | 1月25日       |
| 第5話  | 妖狐女子と不死鳥男子             | たかたまさひろ | 大石康之       | 殿水敦子                | 越智博之 山下敏成 植田羊一 柴田知波 藤田正幸 森悦史 趙小川 王敏 陳玲玲 姜海華 狩野都 牛島勇二 | 2月1日        |
| 第6話  | ロスト・イン・遊園地             | 金春智子       | さとうふみかず | 浅見隆司                | 阿部智之 鈴木美音織                                                                           | 2月8日        |
| 第7話  | ドキッと！ハロウィンコスプレ大会 | 横谷昌宏       | 植田羊一       | 減辺千伽                | はっとりますみ 竹内アキラ 櫻井拓郎 さくらいこのみ さとう沙名栄                                | 2月15日       |
| 第8話  | 妹登場！スキー場のクリスマス     | たかたまさひろ | 山下敏成       | 佐々木真哉              | 酒井kei 越智博之 服部憲知 梁柄吉 韓承熙 薛智秀 イ・ヒョンジョン 李熙周 金垣希                 | 2月22日       |
| 第9話  | ロスト・アゲイン・イン・初詣     | 横谷昌宏       | 殿水敦子       | 向山鶴美 水野健太郎     | 越智博之 中原清隆 山下敏成 趙小川 王敏 周健                                                   | 3月1日        |
| 第10話 | 嵐のお泊り会!!                   | たかたまさひろ | 木田歳三       | たかたまさひろ 門田英彦 | 中原清隆 越智博之 佐藤里佳 王敏 周健 趙小川 狩野都 牛島勇二                                   | 3月8日        |
| 第11話 | キャッチミー＆タッチミー         | 金春智子       | 殿水敦子       | 殿水敦子                | 越智博之 王敏 周健                                                                            | 3月15日       |
| 第12話 | ふたりきりの夜と春が来た朝       | 金春智子       | 木田歳三       | 水野健太郎              | 植田羊一 山下敏成 越智博之 森悦史 柴田知波 立川ひなた 狩野都                                  | 3月22日       |

### 放送局
| 放送期間               | 放送時間                     | 放送局         | 対象地域   | 備考                                   |
| ---------------------- | ---------------------------- | -------------- | ---------- | -------------------------------------- |
| 2023年1月4日 - 3月22日 | 水曜 22:30 - 23:00           | TOKYO MX       | 東京都     |                                        |
| 2023年1月5日 - 3月23日 | 木曜 2:00 - 2:30（水曜深夜） | メ〜テレ       | 中京広域圏 | 製作参加                               |
|                        | 木曜 2:44 - 3:14（水曜深夜） | 朝日放送テレビ | 近畿広域圏 | 『水曜アニメ〈水もん〉』第2部          |
| 2023年1月6日 - 3月24日 | 金曜 23:00 - 23:30           | BS朝日         | 日本全域   | 製作参加 / BS/BS4K放送 / 『アニメA』枠 |
| 2023年1月7日 - 3月25日 | 土曜 21:00 - 21:30           | AT-X           | 日本全域   | CS放送 / 字幕放送 / リピート放送あり   |

### BD
| 巻 | 発売日        | 収録話          | 規格品番 |
| -- | ------------- | --------------- | -------- |
| 1  | 2023年4月28日 | 第1話 - 第3話   | MOVC-399 |
| 2  | 2023年5月26日 | 第4話 - 第6話   | MOVC-400 |
| 3  | 2023年6月30日 | 第7話 - 第9話   | MOVC-401 |
| 4  | 2023年7月28日 | 第10話 - 第12話 | MOVC-402 |